# Vulcanair V1.0
El Vulcanair V1.0 es un avión ligero italiano, diseñado y producido por Vulcanair de Casoria, presentado en la feria AERO Friedrichshafen de 2014. El avión cuenta con la certificación de tipo de la Agencia Europea de Seguridad Aérea y de la Administración Federal de Aviación de Estados Unidos, y se suministra completo y listo para volar.
El diseño es un derivado del Partenavia P.64B Oscar.

## Diseño y desarrollo
El V1.0 cuenta con un ala alta de forma rectangular arriostrada mediante puntales, una cabina cerrada de cuatro asientos a la que se accede por dos puertas delanteras y una puerta trasera en el lado derecho, tren de aterrizaje triciclo fijo con ruedas carenadas y un solo motor en configuración tractora.
El fuselaje delantero del avión está hecho de tubos de acero soldados, mientras que el resto de la estructura del avión es de chapa de aluminio. Su ala de 10 m de envergadura emplea flaps. El motor estándar utilizado es el Lycoming IO-360-M1A de cuatro tiempos con inyección de combustible.
El diseño se parece mucho al Cessna 172 y pretende competir con ese avión en prestaciones y precio. En julio de 2017, la compañía anunció un precio equipado con un conjunto de aviónica Garmin G500 de 259 000 dólares estadounidenses, para socavar el precio de un Cessna 172 nuevo.
La certificación de la Agencia Europea de Seguridad Aérea se completó en noviembre de 2013 y la certificación de la Administración Federal de Aviación de Estados Unidos, en diciembre de 2017.

## Operadores

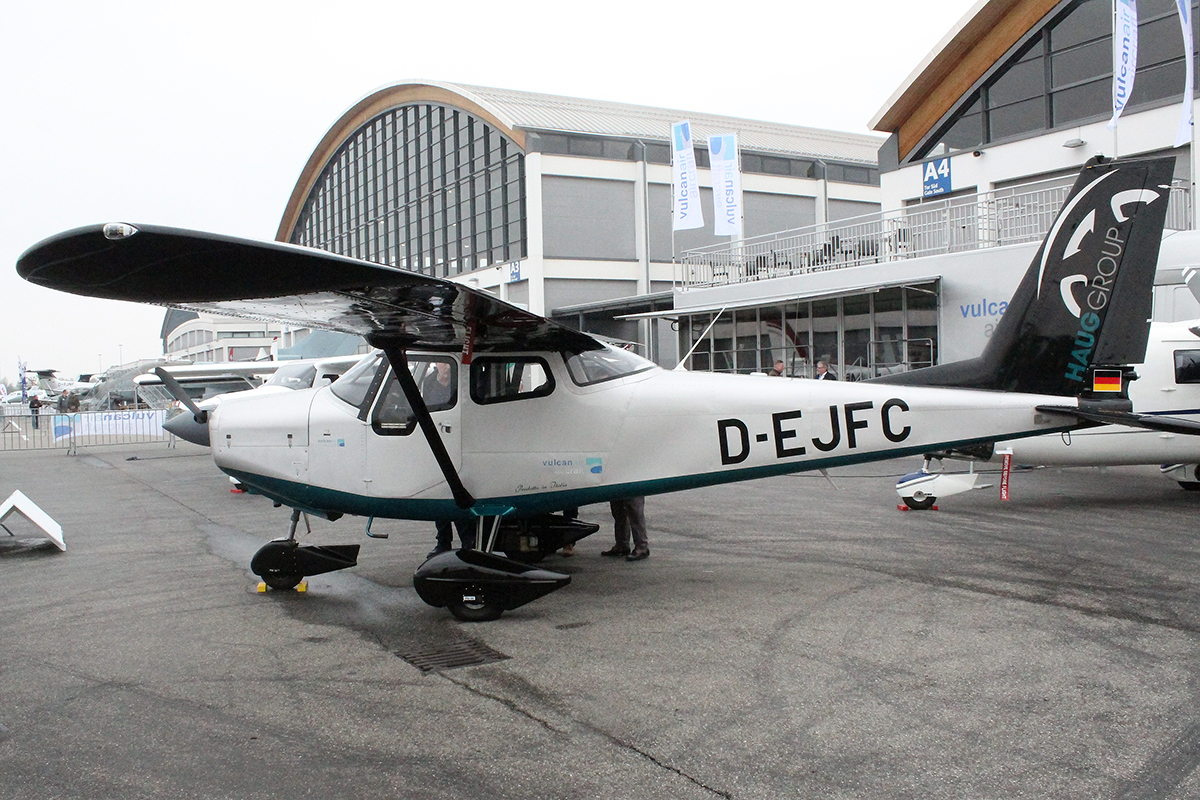
Vulcanair V1.0.

- Delaware State University: 10 ejemplares encargados en noviembre de 2018.[5]

## Especificaciones (V1.0)
Referencia datos: Tacke and manufacturer

### Características generales
- Tripulación: Uno (piloto)
- Capacidad: Tres pasajeros
- Longitud: 7,2 m (23,7 ft)
- Envergadura: 10 m (32,8 ft)
- Altura: 2,8 m (9,1 ft)
- Peso vacío: 738 kg (1626,6 lb) (equipo típico)
- Peso cargado: 1155 kg (2545,6 lb)
- Planta motriz: 1× motor bóxer de 4 cilindros refrigerado por aire Lycoming IO-360-M1A.
  - Potencia: 130 kW (179 HP; 177 CV)
- Hélices: Bipala de paso fijo o de velocidad constante
- Diámetro de la hélice: 1,88 m
- Capacidad de combustible: 190 L

### Rendimiento
- Velocidad crucero (Vc): 241 km/h (150 MPH; 130 kt) (al 75 % de potencia, 6000 pies)
- Alcance: 1094 km (591 nmi; 680 mi) (con tres ocupantes de 77 kg cada uno, reserva de 45 min, 45 % de la potencia, 10 000 pies)
- Techo de vuelo: 4500 m (14 764 ft)
- Régimen de ascenso: 4,5 m/s (886 ft/min)

## Aeronaves relacionadas

### Desarrollos relacionados
- Partenavia P.64B Oscar